# Gustav Karl Laube
Gustav Karl Laube (Teplice, 8 febbraio 1839 – Praga, 12 aprile 1923) è stato un geologo e paleontologo tedesco naturalizzato austriaco.
Nel 1871 Laube divenne professore di mineralogia e geologia presso l'Università Tecnica di Praga, e nel 1876, professore di geologia e paleontologia presso l'Università Carolina di Praga. È stato anche direttore dell'istituto geologico di Praga.
Fu attivo nel campo nella ricerca geologica dei Monti Metalliferi e zone limitrofe. Ha lavorato anche come il geologo della Seconda Spedizione tedesca Nord Polare (1869-1870).

## Opere principali
- Die Fauna der Schichten von St. Cassian (Vienna 1865-70, 5 parti).
- Die Gastropoden, Bivalven und Echinodermen des braunen Jura von Balin (1867).
- Beitrag zur Kenntnis der Echinodermen des vicentinischen Tertiärgebiets (1868).
- Über einige fossile Echiniden von den Murray Cliffs in Südaustralien (1869).
- Reise der Hansa ins Nördliche Eismeer (Praga 1871)
- Hilfstafeln zur Bestimmung der Mineralien (2ª edizione, 1879).
- Die Echinoiden der österreichisch-ungarischen obern Tertiärablagerungen (1872).
- Geologische Beobachtungen, gesammelt während der Reise auf der Hansa und gelegentlich des Aufenthalts in Südgrönland (Vienna 1873).
- Geologie des böhmischen Erzgebirges (Praga 1876–87, 2 vol.).
- Geologische Exkursionen im Thermalgebiet des nordwestlichen Böhmens (Lipsia 1884).
- Synopsis der Wirbeltierfauna der böhmischen Braunkohlenformation (Praga 1901).
- Volkstümliche Überlieferungen aus Teplitz und Umgebung (2ª edizione, 1902).[1]